# Plataforma de Vico

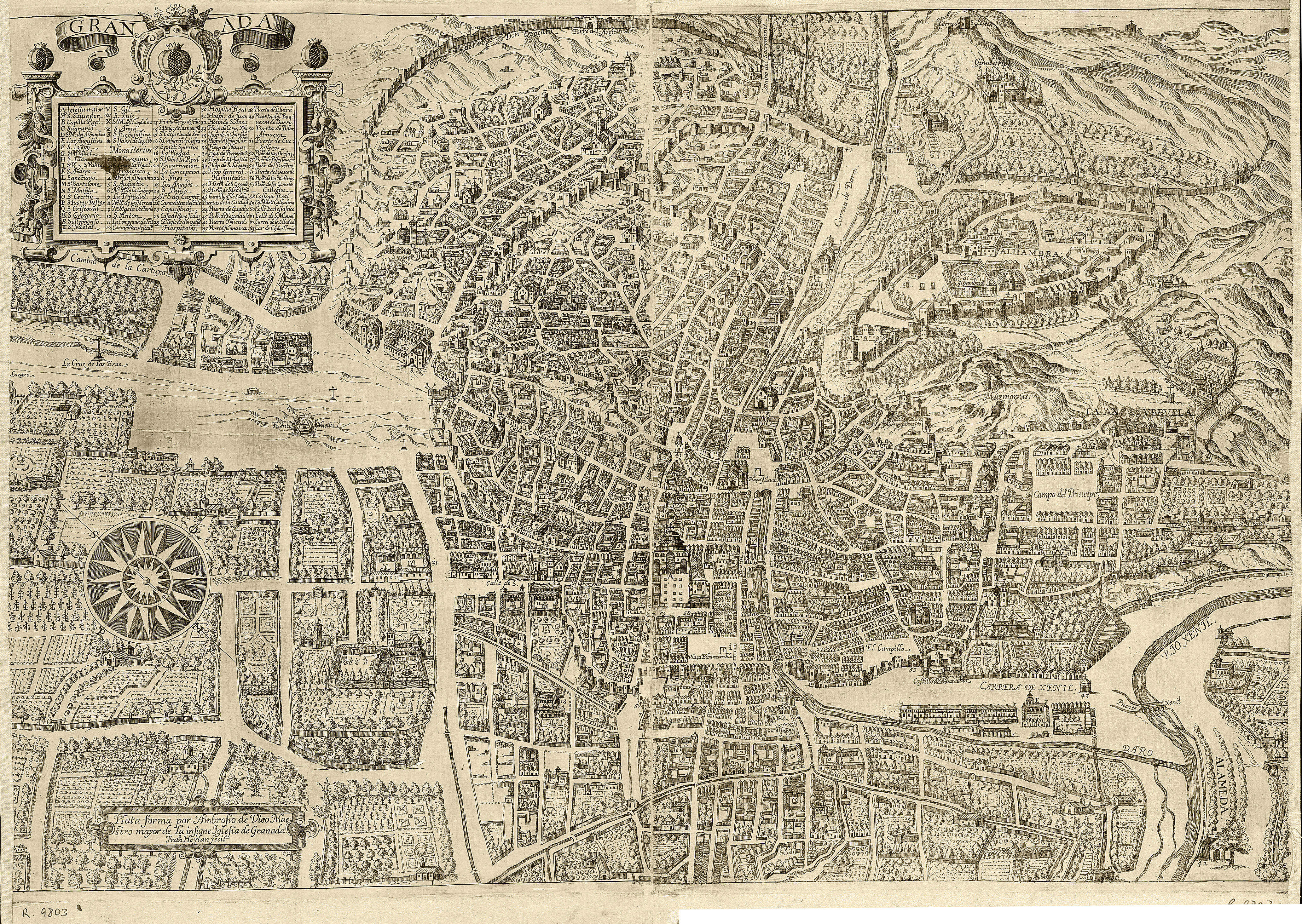
Plataforma de Vico, grabado de Francisco Heylan (1564-1650) realizado hacia 1612.

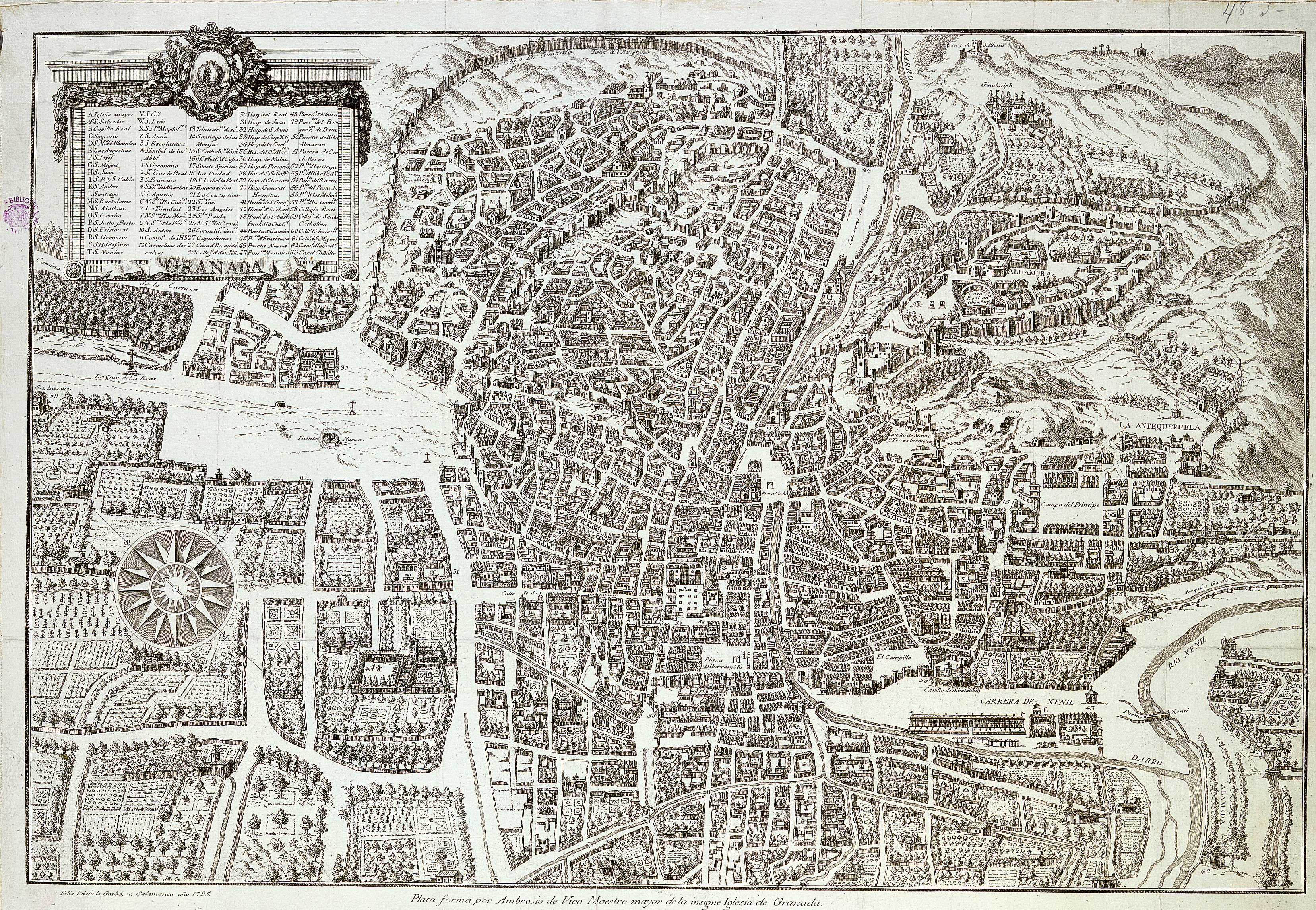
Plataforma de Vico. Grabado realizado por Félix Prieto hacia 1795.

La Plataforma de Vico, también denominada Plataforma de Granada, es un plano de Granada trazado y dibujado por Ambrosio de Vico en la última década del siglo XVI y grabado por Francisco Heylan hacia 1613 y por Félix Prieto en 1795.
Se trata de la primera representación que describe la ciudad de Granada de forma detallada, completa y fiel, adelantándose en bastantes años a trazados del mismo tipo de otras ciudades destacadas, como por ejemplo Madrid, cuyo Plano de Texeira no fue completado hasta 1662. La Plataforma de Vico continuó manteniendo su utilidad hasta finales del siglo XVIII, cuando las nuevas corrientes cartográficas derivadas de la Ilustración, postergaron su uso, aunque sin superar su valor estético.

## Motivaciones
El plano fue un encargo del arzobispo Pedro de Castro, dentro de la corriente contrarreformista y de la serie de hallazgos entre 1588 y 1599 en la torre Turpiana y en el monte de Valparaíso que culminaron con la fundación de la Abadía del Sacromonte. Se pretendía, tácitamente, representar las calles de Granada como gran espacio religioso propio del ceremonial barroco. Su destino era ilustrar la Historia eclesiástica de Granada de Justino Antolínez de Burgos, obra que, aunque no se editará hasta 1996, tenía como principal misión justificar la legitimidad religiosa de Granada, vinculando a la ciudad con los mismos orígenes del cristianismo y obviando el largo paréntesis de ocupación islámica.

## Autores
La elección de Ambrosio de Vico para realizar el trazado del plano venía impuesta por la relación de confianza que mantenía con el arzobispo Castro y con Justino Antolínez, así como por ser la persona de Granada mejor preparada para una tarea de ese tipo, tanto por sus conocimientos técnicos como por la capacidad artística que poseía, dotes que Ambrosio de Vico había venido demostrando desde 1575 en los distintos trabajos que realizó para el arzobispado de Granada.
Según se desprende de un documento conservado en la Abadía del Sacromonte el grabado fue encargado en principio al platero Alberto Fernández, considerado el iniciador de la calcografía en Granada, en los años finales del seiscientos, el cual, posiblemente, ya había abierto al cobre otros dibujos de Vico. Pero la llegada de Francisco Heylan a Granada en 1611 y sus conocimientos sobre técnicas calcográficas modernas, así como la realización de otras planchas para la Historia eclesiástica de Granada, determinarían que finalmente se encargara de grabar la Plataforma.

## Cronología
No se conocen con precisión ni las fechas de elaboración del dibujo ni tampoco las del primer grabado. Varios autores han tratado de datar la ejecución del trazado entre 1590 y 1612. Más tarde, basándose en edificios de la época incluidos en el plano cuya fecha de construcción es conocida, la datación ha sido acotada al periodo comprendido entre 1596 y 1609, con algún detalle añadido cuando estaban a punto de realizarse las planchas por Heylan, hacia 1612.

## Grabados
La Plataforma de Granada fue grabada por Heylan alrededor de 1613 en dos planchas de cobre de 490 x 303 mm cada una, que juntas forman una estampa de 420 x 620 mm. En 1795 se grabó nuevamente en Salamanca por Félix Prieto en una sola plancha de 612 x 450 mm, utilizando la técnica del aguafuerte, para ilustrar la segunda edición de la obra de Luis de Mármol Carvajal, Historia del rebelión y castigo de los moriscos. El nuevo grabado difiere del primitivo únicamente en la ornamentación de la cartela y en las ubicaciones del título y de los nombres de dibujante y grabador, que Prieto colocó al pie de la estampa, fuera del dibujo.